# Engelbert Siebler

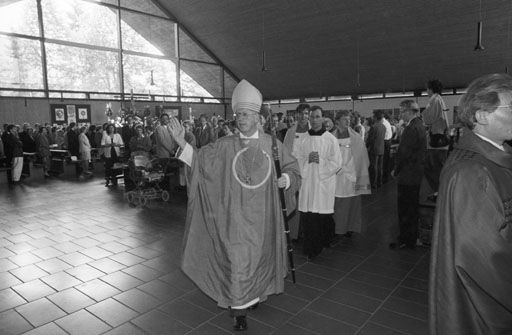
Weihbischof Engelbert Siebler zur Firmung in Gräfelfing (1993)

Engelbert Alois Georg Siebler (* 29. Mai 1937 in Oberbayern; † 11. Oktober 2018 in München) war Weihbischof in München und Freising.

## Leben
Siebler wuchs im Weiler Jarzt bei Fahrenzhausen im Landkreis Freising auf.

### Priester
Nach dem Abitur am Dom-Gymnasium Freising studierte Siebler ab 1957 Katholische Theologie und Germanistik an der Ludwig-Maximilians-Universität München. Am 29. Juni 1963 wurde Siebler von Weihbischof Johannes Neuhäusler in Freising zum Priester geweiht. Nach dreijähriger Tätigkeit in der Seelsorge wirkte er zunächst von 1966 bis 1971 am Erzbischöflichen Studienseminar St. Michael in Traunstein als Präfekt. Von 1971 bis 1976 war Siebler als Religionslehrer an Gymnasien in Traunstein, Traunreut und Bad Reichenhall und von 1976 bis 1985 Direktor des Studienseminars in Traunstein. 1985 berief ihn Friedrich Kardinal Wetter zum Ordinariatsrat und Leiter des Schulreferates I des Erzbischöflichen Ordinariats München.

### Weihbischof
Papst Johannes Paul II. ernannte Siebler am 1. März 1986 zum Titularbischof von Tela und zum Weihbischof in München und Freising. Die Bischofsweihe erfolgte am 20. April des gleichen Jahres durch Friedrich Kardinal Wetter. Mitkonsekratoren waren sein Vorgänger Alt-Weihbischof Ernst Tewes und Weihbischof Matthias Paul Defregger aus der Region München-Süd. Siebler wurde im Anschluss daran Bischofsvikar für die Seelsorgsregion München, eine der drei Seelsorgsregionen des Erzbistums. Er folgte in dieser Aufgabe Ernst Tewes nach. Im Jahr 1999 übernahm er als Dompropst des Münchner Metropolitankapitels dessen Leitung. Im Erzbischöflichen Ordinariat war Siebler von 1996 bis 2002 Leiter des Referates Fremdsprachige Seelsorge und von 2001 bis 2012 Präsident des Bayerischen Pilgerbüros.
Am 31. Juli 2012 nahm Papst Benedikt XVI. sein aus Altersgründen vorgebrachtes Rücktrittsgesuch an. Das Amt des Weihbischofs wurde vorerst nicht wieder besetzt. Rupert Graf zu Stolberg-Stolberg übernahm zunächst als Bischofsvikar am 1. Januar 2013 (und ab 10. Dezember 2016 als Weihbischof) die Aufgabe für die Region München.

### Missbrauchs- und Misshandlungsvorwürfe
Im Juni 2020 wurde der 2018 verstorbene Siebler beschuldigt, als Leiter des Traunsteiner Internats zwischen 1976 und 1985 Schüler misshandelt zu haben. Einer wirft ihm zudem sexuellen Missbrauch vor. Das Erzbistum München und Freising kündigte eine „vollumfängliche Aufarbeitung im Sinne der Betroffenen“ an. Betroffene ehemalige Seminaristen nahmen im September 2020 an einem Gesprächsforum teil. Gemeinsam mit der Gruppe der Betroffenen soll nun besprochen werden, welche weiteren Schritte der Aufarbeitung sinnvoll und nötig sind.
So wurde unter Leitung des Frankfurter Institut für Sozialarbeit und Sozialpädagogik eine Studie durchgeführt „körperliche, psychische und spirituelle Gewalt gegen minderjährige Seminaristen“ aufzuklären.

## Auszeichnungen
- Bürgermedaille der Stadt München „München leuchtet – den Freunden Münchens“ (2002)
- Bundesverdienstkreuz 1. Klasse (2003)
- Bayerischer Verdienstorden (2008)
- Verleihung der Ehrenbürgerwürde der Gemeinde Fahrenzhausen, Lkrs. Freising (2015)